# Обвал фондового рынка Китая (2015—2016)
Обвал фондового рынка Китая — падение котировок ценных бумаг на фондовых биржах Китая с июля 2015 года после значительного «перегрева экономики» Китая. К этому привело «надувание пузыря» фондового рынка из-за массовых инвестиций в акции, темп которых превысил темпы экономического роста и прибыли компаний, при этом с ноября 2014 года по июнь 2015 года фондовые индексы на биржах Китая выросли более чем в два раза — так, индекс Shanghai Composite Шанхайской фондовой биржи поднялся с 2506,86 (17 ноября 2014) до 5045,69 (8 июня 2015).
8 июля индекс Шанхайской фондовой биржи Shanghai Composite упал на 6,4 %, а индекс CSI300 — на 6,7 %. Из-за падения началась паника и более 500 больших компаний на следующий день приостановили торги ценными бумагами из-за риска обанкротиться. Падение фондовых бирж Китая также отразилось на мировом фондовом рынке: японский индекс Nikkei 225 упал на 3,1 %, в Австралии упали цены на железную руду почти на 6 %, индекс Южной Кореи Kospi обвалился на 1,2 %, а цены на нефть опустились с 60 до 57 $/баррель. Ценные бумаги, которые имеют оборот на китайском фондовом рынке, понесли потери более чем 3 трлн долларов США своей стоимости, что стало максимальным обесцениванием с 1992 года.
18 июля произошёл следующий обвал — индекс Shanghai Composite упал на 6,15 %. В общем, на протяжении трёх недель с 8 июля, Шанхайский фондовый рынок упал на 30 процентов.
17, 19 и 20 августа, после временной стабилизации, обвал акций фондового рынка возобновился. 24 августа обвал фондового рынка Китая привёл к падению биржевых индексов на 6-8 % по всему миру. 25 августа мировые биржевые индексы немного вернули потерянные позиции на фоне дальнейшего падения биржевых индексов на китайских биржах, когда индекс SSE Composite впервые с начала кризиса упал ниже 3000 пунктов — с 5045,69 на 8 июня 2015.
Из-за падения индексов Комитет Госсовета Китая по контролю и управлению государственным имуществом временно запретил госкомпаниям продавать свои акции на биржах, Народный банк Китая объявил об увеличении объёма средств и ценных бумаг финансовых корпораций для обеспечения ликвидности бумаг участников рынка и начал постепенно снижать курс национальной валюты относительно доллара. В начале финансового кризиса на поддержку биржевой активности планировалось направить 81 миллиард долларов, с её развитием было выделено 200 миллиардов, но 24 августа финансовые вливания были приостановлены из-за неэффективности.
Обвал продолжился в 2016 году.
В первый торговый день года китайский индекс CSI300 обрушился на 7 процентов. Из-за этого торги на китайских рынках были закрыты до конца дня. Официальный Пекин 4 января 2016 года понизил курс национальной валюты по отношению к доллару до 6,5032 юаня. Впервые за 4,5 года соотношение валют оказалось слабее, чем 6,5 юаня за доллар. 25 февраля Фондовые индексы в Китае снизились более чем на 6 %. С начала года индекс Shanghai Composite потерял 23 %. 29 февраля произошёл новый обвал фондового рынка Китая. В начале марта Международное рейтинговое агентство Moody’s приняло решение о понижении прогноза по кредитному рейтингу Китая со «стабильного» до «негативного».